# Wisper (Heidenrod)

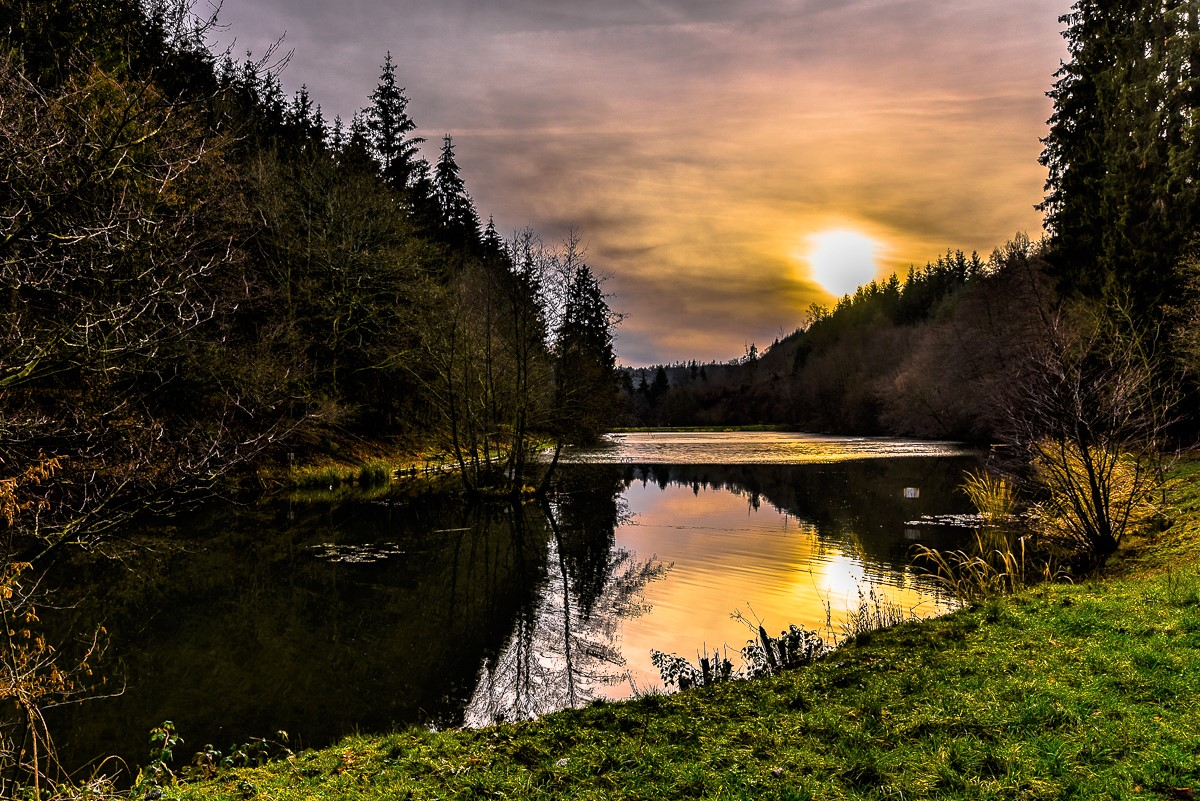
Der Wispersee im Ortsteil Wisper.

 Wisper  ist ein Ortsteil der Flächengemeinde Heidenrod im südhessischen Rheingau-Taunus-Kreis.

## Geographie
Wisper liegt zwei Kilometer von der Wisperquelle entfernt in Hanglage oberhalb des südlichen linken Ufers der Wisper. An der nordöstlichen Grenze des Wispertaunus gelegen, wird Wisper umgeben vom Mappershainer Kopf im Norden, dem mit 548 Meter höchsten Berg des westlichen Hintertaunus, dessen südliche Schulter als Wisperer Kopf auf den Ort herabblickt, während im Süden der Röderkopf und im Osten die Platte liegen. Westlich des Ortes, etwas wisperabwärts, liegt der Wispersee, ein gut 200 Meter langer Stausee. Der kleine Ort ist umgeben von etwas Landwirtschaft und etlichen weitläufigen Waldtälern.
Der Charakter der Umgebung von Wisper als naturnahes Naherholungsgebiet und die Nähe zum wirtschaftlich starken Rhein-Main-Gebiet tragen erheblich zum Wohnwert des Ortes bei.

## Geschichte
Im Jahr 1265 wurde Wisper unter dem Namen Wisshebure erstmals urkundlich erwähnt.
Im Zuge der Gebietsreform in Hessen schloss sich die Gemeinde Wisper mit 15 weiteren Gemeinden am 31. Dezember 1971 auf freiwilliger Basis zur Gemeinde Heidenrod zusammen. Für Wisper wurde wie für alle anderen Ortsteile ein Ortsbezirk mit Ortsbeirat und Ortsvorsteher eingerichtet.

## Kultur und Sehenswürdigkeiten

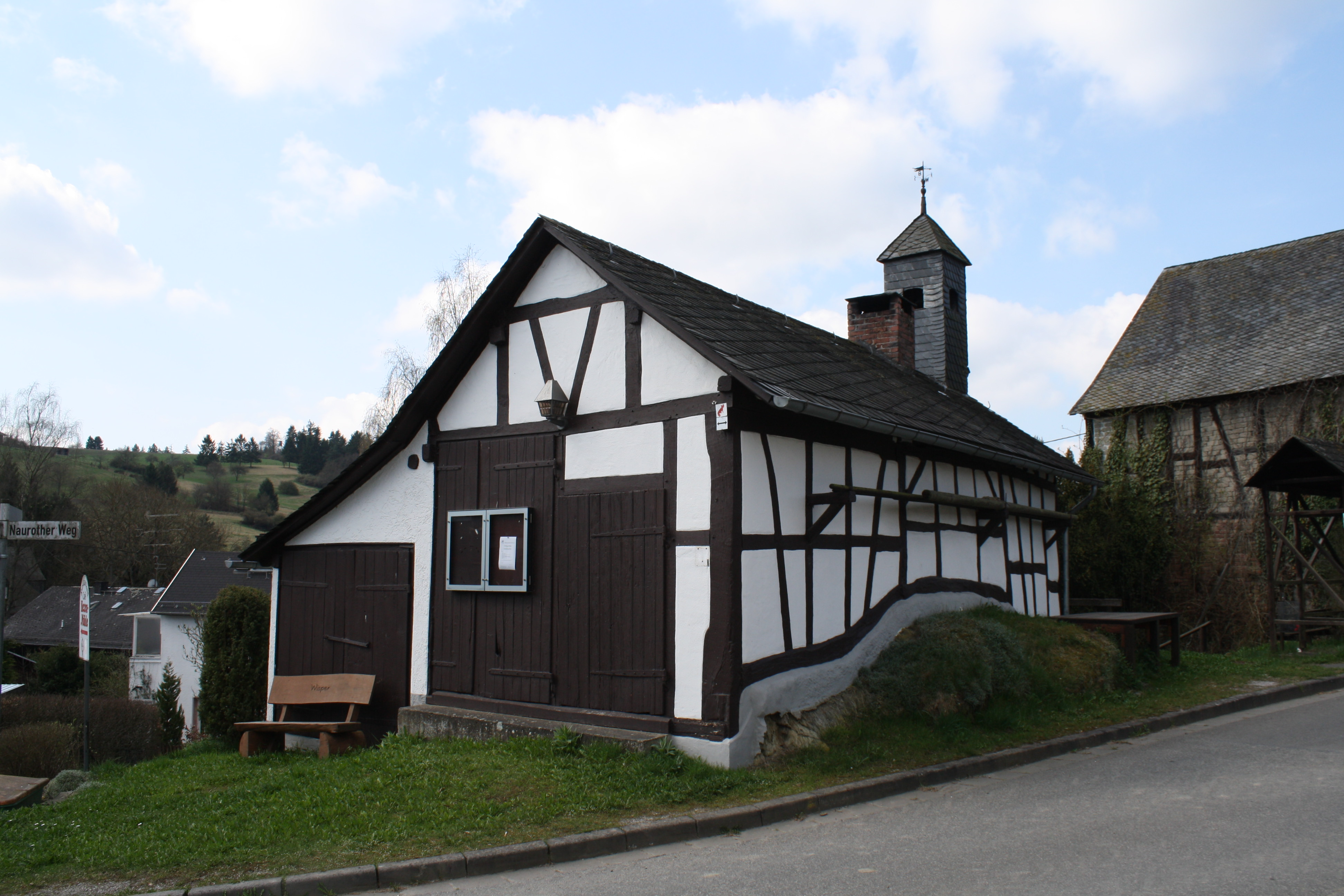
Historisches Backhaus

Das alte Backhaus aus dem Jahr 1751, das Backes, wurde originalgetreu restauriert und bildet den Mittelpunkt und Blickfang des Dorfes.

## Wirtschaft und Infrastruktur

### Tourismus

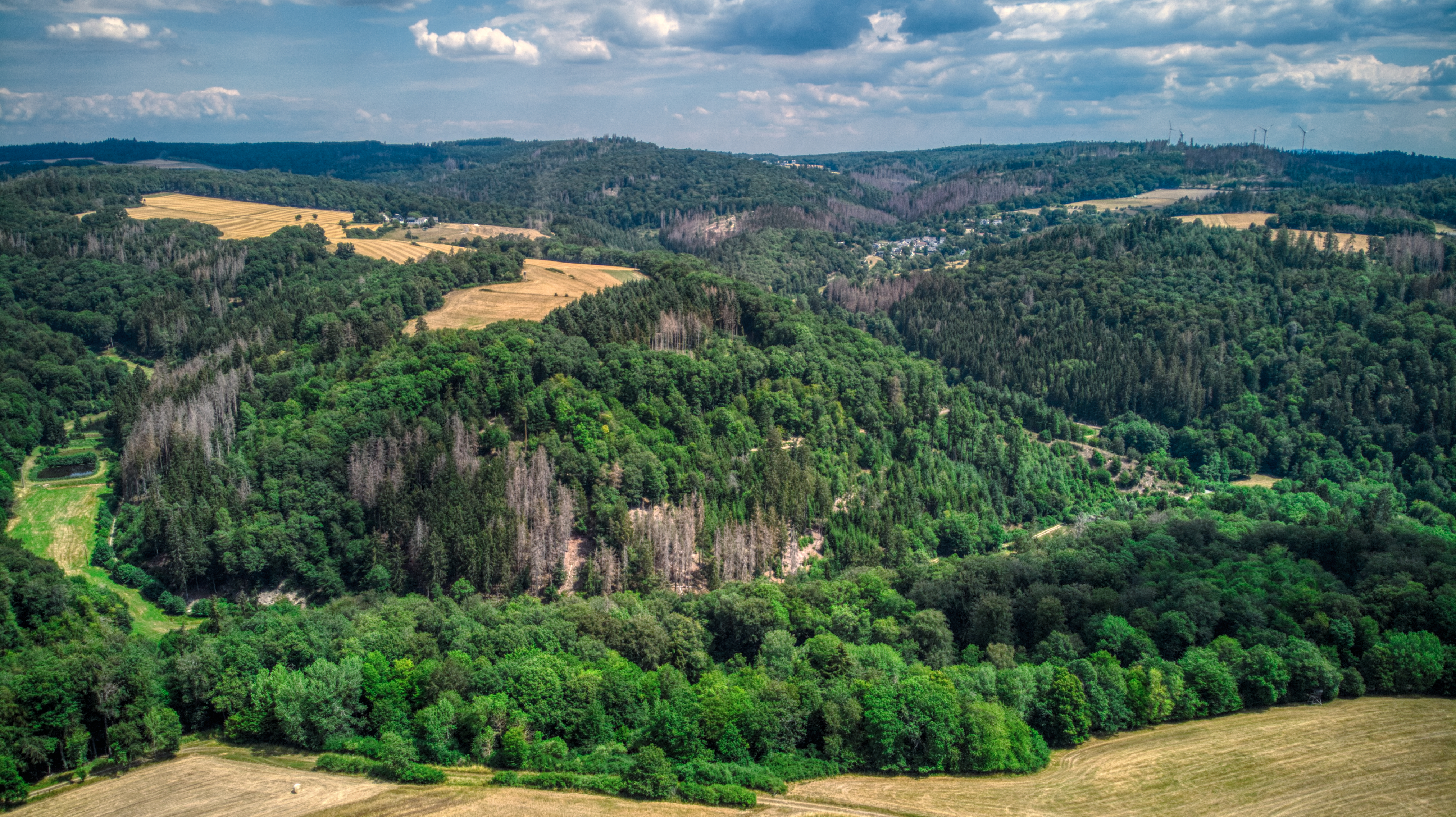
Ortsteil Wisper und Umgebung, Luftbild von Südwesten aus Richtung Nauroth

Der Wispertaunus, in dem Wisper liegt, ist einer der waldreichsten Teile des Taunus und wurde zu großen Teilen als FFH-Gebiet ausgewiesen. Zudem ist die Region Teil des Naturpark Rhein-Taunus, der den Menschen eine naturnahe Erholung ermöglichen will.

### Verkehr
Über den Höhenzug, an dessen Nordhang Wisper liegt, verläuft in Süd-Nord-Richtung vom Nachbarort Springen die L 3455 nach Kemel. An diese ist Wisper mit einer Stichstraße angeschlossen. Dies ist die einzige Zufahrt zum Ort. In Kemel besteht ein Anschluss an die Bundesstraße 260, über die man nach Norden zur Straße nach Laufenselden gelangt, dem zentralen Ortsteil von Heidenrod. In südlicher Richtung erreicht man auf der Bundesstraße die Kreisstadt Bad Schwalbach sowie Wiesbaden und das Rhein-Main-Gebiet.